# طرخشقون يوناني
الطرخشقون اليوناني (باللاتينية: Taraxacum hellenicum) نوع نباتي يتبع جنس الطرخشقون من القبيلة الشيكورية التابعة للفصيلة النجمية.

## البيئة والانتشار
موطنه بلاد الشام وقبرص وتركيا واليونان وصربيا وأوكرانيا.